# Cá ngừ vây xanh Thái Bình Dương
Cá ngừ vây xanh Thái Bình Dương (danh pháp hai phần: Thunnus orientalis) là một loài cá ngừ săn mồi. Trước đây nó được bao gồm trong T. thynnus, loài 'kết hợp' lúc đó có tên là cá ngừ vây xanh phía bắc (khi được xem như loài riêng, T. thynnus được gọi là cá ngừ vây xanh Đại Tây Dương).. Loài này sinh sống ở bắc Thái Bình Dương nhưng cũng di cư xuống nam Thái Bình Dương. Loài này dài đến 3m và cân nặng đến 450 kg. Chúng có quan hệ bà con gần với Cá ngừ vây xanh biển bắc và cá ngừ vây xanh phương nam. Cá ngừ vây xanh Thái Bình Dương có giá trị thương mại và hàng ngàn tấn được đánh bắt mỗi năm, nhưng không giống những loài bà con với nó, nó dường như không bị đe dọa trên toàn cầu dù bị đánh bắt quá mức Chương trình Giám sát hải sản của Monterey Bay Aquarium đã đặt tất cả cá ngừ vây xanh vào danh mục "Tránh", và chúng cũng được đặt trong "sách đỏ" của Hòa bình xanh. Phần lớn loài cá là động vật máu lạnh.
, tuy nhiên loài cá ngừ và cá mập mackerel là động vật máu nóng. 
Đây là loài cá quý để chế biến món sushi và sashimi ở Nhật Bản. 80% lượng cá này được người Nhật tiêu thụ. Ngày 30/12/2012, một con cá nặng 222 kg bắt được ngoài khơi đông bắc Nhật Bản đã được bán tại chợ cá Tsukiji Tokyo với giá 155,4 triệu Yên (1,76 triệu USD) ở Nhật Bản.

## Hình ảnh

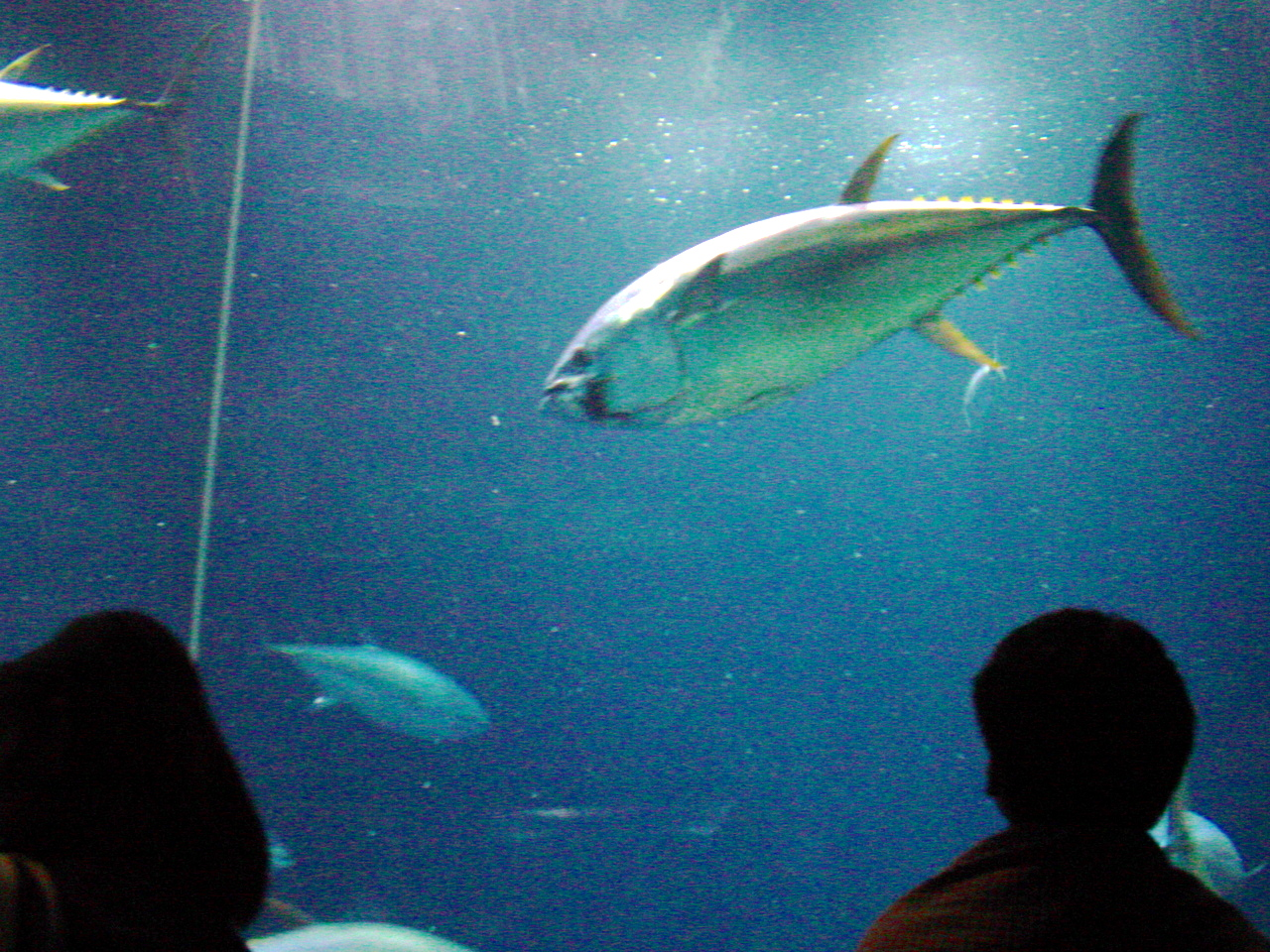
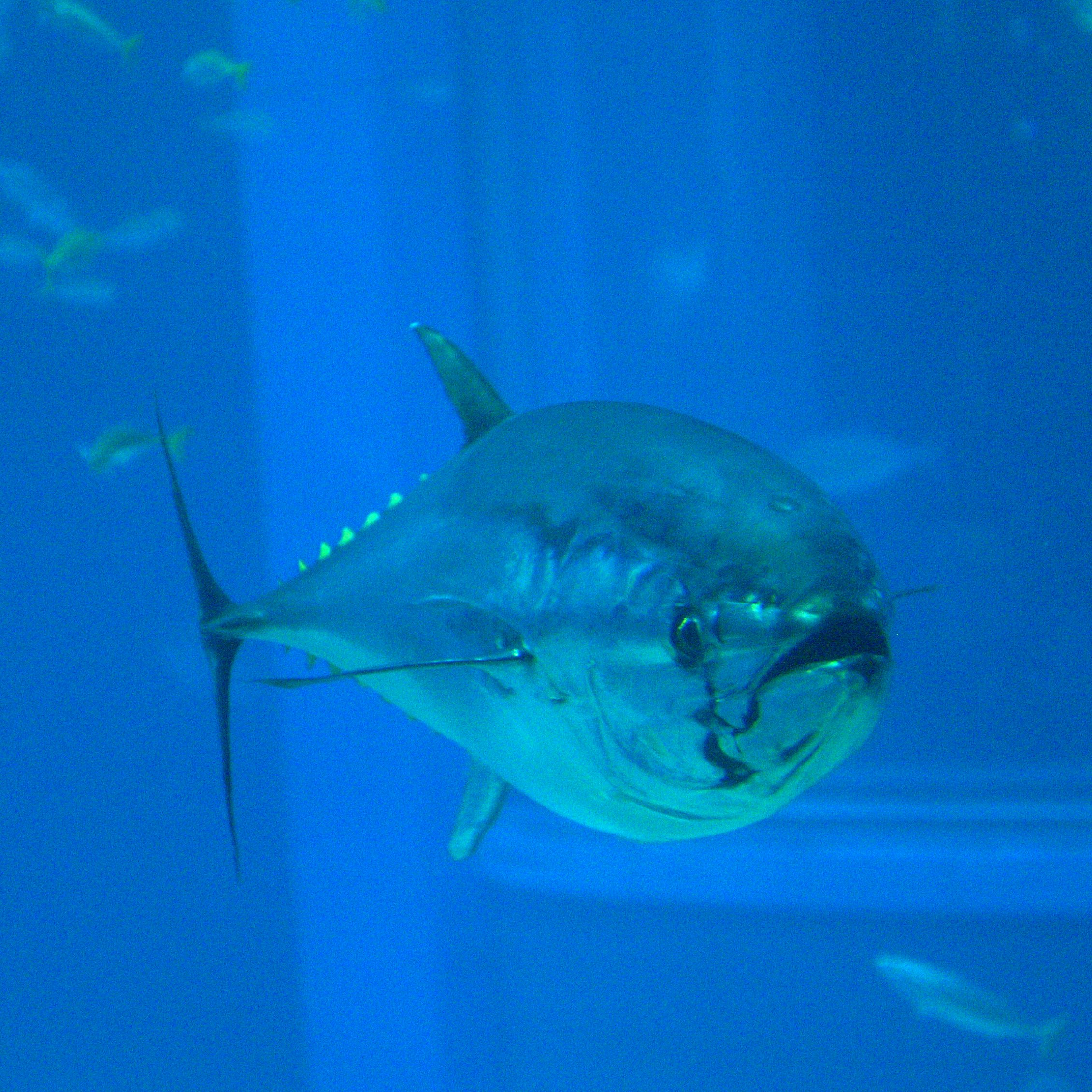
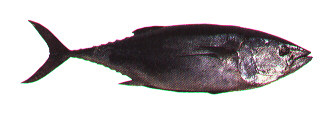